# Woodbury (Minnesota)
Woodbury es una ciudad ubicada en el condado de Washington en el estado estadounidense de Minnesota. En el Censo de 2010 tenía una población de 61961 habitantes y una densidad poblacional de 672,87 personas por km².

## Geografía
Woodbury se encuentra ubicada en las coordenadas 44°54′23″N 92°55′25″O / 44.90639, -92.92361. Según la Oficina del Censo de los Estados Unidos, Woodbury tiene una superficie total de 92.08 km², de la cual 89.95 km² corresponden a tierra firme y (2.32%) 2.14 km² es agua.

## Demografía
Según el censo de 2010, había 61961 personas residiendo en Woodbury. La densidad de población era de 672,87 hab./km². De los 61961 habitantes, Woodbury estaba compuesto por el 81.44% blancos, el 5.63% eran afroamericanos, el 0.28% eran amerindios, el 9.13% eran asiáticos, el 0.02% eran isleños del Pacífico, el 0.96% eran de otras razas y el 2.54% pertenecían a dos o más razas. Del total de la población el 3.76% eran hispanos o latinos de cualquier raza.